# S&T 코멧650R

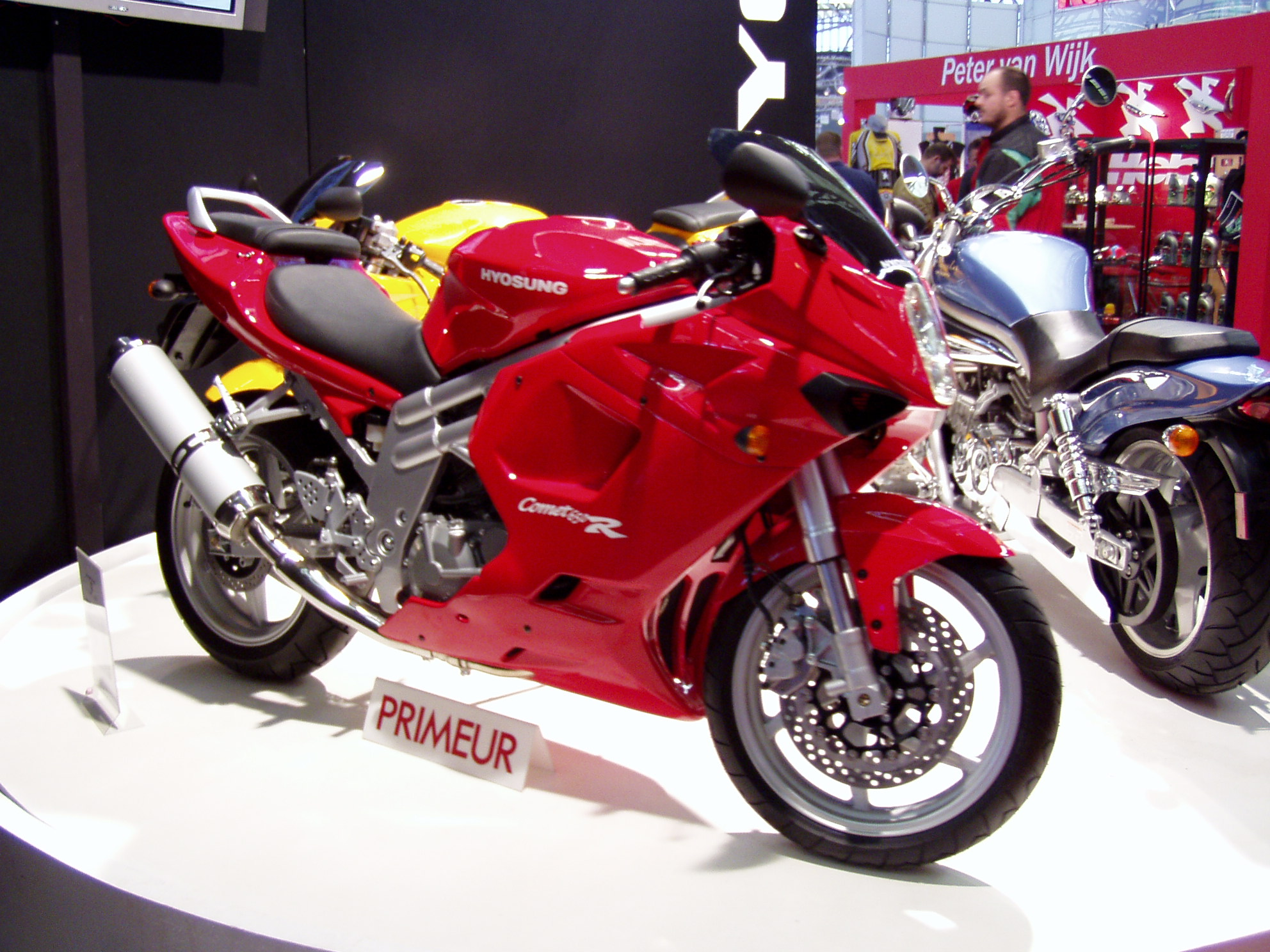
코멧650R

코멧650R(Comet650R)은 KR모터스의 모터사이클이며, 코드명은 GT650R이다.

## 제원
- 엔진 : 647cc 수냉 4스트로크 V형 2기통
- 최고출력(kW/rpm) : 54.0kW / 9,250rpm
- 최대토크(Nm/rpm)) : 61.9Nm / 7,500rpm
- 연료공급형식 : EFI(전자 제어 인젝션)
- 시동방식 : 셀프 스타터식 (킥식)
- 변속방식 : 상시 치합식 6단
- 서스펜션(전/후): 도립식 텔레스코픽(압축력, 신장력 조절식)/스윙암, 프로그레시브 링크, 유압식 모노 쇽업소버(초기 하중 조절식)
- 브레이크(전/후): 세미 플로팅 더블 디스크/싱글 디스크
- 전장 : 2,095mm
- 전폭 : 720mm
- 전고 : 1,125mm
- 휠베이스(축간거리) : 1,435mm
- 시트고 : 830mm
- 최저 지상고 : 165mm
- 차량중량 : 215kg
- 승차 정원 : 2명
- 연료 탱크 용량 : 17L